# Axiocerylon solomonense
Axiocerylon solomonense là một loài bọ cánh cứng trong họ Cerylonidae. Loài này được Besuchet & Slipinski miêu tả khoa học năm 1988.